# Улица Крупской (Самара)
У́лица Кру́пской — улица в Самарском районе города Самара. Проходит между улицами Кутякова и Комсомольской. Пересекается улицами Максима Горького, Водников, Алексея Толстого в районе площади Дзержинского, Степана Разина в районе Хлебной площади, Куйбышева, Фрунзе.
Ранее называлась Старосамарской улицей. Переименована 17 октября 1934 года в честь Надежды Крупской.

## Здания и сооружения
- № 1 — торгово-офисный центр «СтройДом». Здание относится к комплексу Крупчатой паровой мукомольной мельницы Торгового дома «Емельян Башкиров с С-ми», построенного в 1889 г.[2].
- № 16 — Музейно-выставочный центр истории и развития пожарно-спасательного дела Самарской области. Здание построено в 1896 году (по другой версии — в 1904 году) по проекту архитектора Александра Щербачева[2].
- № 18 — Самарский социально-педагогический колледж

## Транспорт
- Автобусы: 3, 5д, 11, 17, 19, 24, 32, 36, 37, 47, 77.
- Маршрутные такси: 5д, 24, 32д, 34, 47, 48д, 48к, 61(д), 77(д), 94, 127, 128 и др.
- Трамваи: 1, 3, 5.
- Троллейбусы: 6, 16.